# Jobaháza
Jobaháza község Győr-Moson-Sopron vármegyében, a Csornai járásban.

## Fekvése
Magyarország északnyugati részén, a Kisalföld közepén fekszik, Csornától, a hozzá legközelebbi várostól 8 kilométerre délnyugatra, Győrtől, a megyeszékhelytől 40 kilométerre nyugatra. Határa – mint általában az egykori nemesi falvaké – szűk; ősi településszerkezete egy út menti falu képét tükrözi, amely szerkezet az évszázadok folyamán további utcákkal egészült ki.
Szomszédai: észak felől Farád, északkelet felől Csorna, dél felől Bogyoszló, északnyugat felől pedig Rábatamási.

### Megközelítése
Északi határszélén halad el az M85-ös autóút, amelynek a közvetlen közelben (bár farádi területen) csomópontja is van, így az átadása óta ez a legfontosabb közúti megközelítési útvonala. Korábban a 85-ös főútról Farádnál letérve lehetett a legegyszerűbben elérni, a 8603-as úton. Közigazgatási területén, a központjától nyugatra áthalad még a 8604-es út is.
Vasútvonal nem érinti, de a közelében halad el a Győr–Sopron-vasútvonal, melyen a két legközelebbi vasúti csatlakozási lehetőség Farád megállóhely (bő 2 kilométerre) és Rábatamási vasútállomás (körülbelül 3 kilométerre).

## Története
A falu határában kelta leletek kerültek elő, amik arról tanúskodtak, hogy már a bronzkorban emberek éltek ezen a területen. A rómaiak jelenlétére egy, a szociális otthon parkjában talált sírból előkerült tárgyakból lehet következtetni.
Első ismert írásos említése 1416-ból való. A középkorban köznemesi birtok volt. Az elmúlt századokban Jobaháza három településből állt: az északi rész Jobaháza, a középső rész Malomfölde, a déli rész pedig Csáford. A 18. századtól már csak Jobaháza néven szerepel. 1594-ben a török pusztítás az egész Rábaközt elnéptelenítette, tíz évig Jobaháza is lakatlan volt. A XVII. század első felében Csáfordon élt Potyondy István jurátus, akinek ősei Zsebeházáról származtak. A Potyondy család még a XVIII. században is itt élt, jelentős birtokos családként vett részt a vármegye életében, közigazgatásban.
A két falunév közül Csáfordé fordul elő korábban, egy 1360-ban Lajos király által kibocsátott oklevélben Chaford alakban. A község neve a helynevek eredetével foglalkozó Kis Lajos szerint nincs tisztázva, talán kapcsolatba hozható a Sümeg-vidéki nyelvjárásbeli csáfordi = „csacska” jelentésű melléknévvel. Jobaháza neve eddigi ismereteink szerint 1422-ben került először oklevélbe, mégpedig Jobbaháza alakban. Az elnevezés a Joba személynévnek és a birtokos személyraggal ellátott ház főnévnek az összetétele. A Joba pedig a Jób személynévnek lehet a származéka.
Jobaháza község „beszélő” neve megihlette a helybelieket is: „Jobbaháza egyik alapítójától kapta a nevét, akit Jobba néven emlegetnek. A monda szerint kunyhóba lakott. Idővel házat épített, és amikor elkészült, örömében felkiáltott: Jobba ház. Ettől kezdve lett e településnek a neve Jobba háza, vagyis Jobaháza.”
Egy másik változat: „a … három részre osztott falu egyik részén laktak a módósabb emberek, az ő házuk jól meg volt építve, így a másikak azt beszélték, hogy ott lakik XY neki jobb a háza. Ezért hívták például a Döry családot Jobbaházi Döry családnak.”
A 19. század közepén önálló takácscéh működött Jobaházán, 17 mester részvételével. A privilégiumot I. Ferenc császártól kapták 1837-ben.
A 19–20. század fordulóján a Döry-kastélyt Borsody Péter vásárolta meg. 1905-ben Borsody Géza artézi kutat fúratott, ez táplálta a kastély fürdőmedencéjét is, amely környezetének szépségeivel egyedülálló volt a környéken.
Ebben a korszakban a község területe 1363 kat. h. volt. A kis- és középbirtokos réteg volt a meghatározó a településen.
Az első és második világháború veszteségei a környékhez képest kisebbek voltak.
1959-ben 153 taggal megalakult a termelőszövetkezet. Előbb önállóan, majd Bogyoszlóhoz csatolták, az iskola felső tagozatát Rábatamásihoz körzetesítették.

## Közélete

### Polgármesterei
- 1990–1994: Tóth Mihályné (független)[3]
- 1994–1998: Tóth Mihályné (független)[4]
- 1998–2002: Tóth Mihályné (független)[5]
- 2002–2006: Tóth Mihályné (független)[6]
- 2006–2010: Tóth Mihályné (független)[7]
- 2010–2014: Tóth Mihályné (független)[8]
- 2014–2019: Varga Zoltán (független)[9]
- 2019–2024: Varga Zoltán (független)[10]
- 2024– : Csapó Zoltán (független)[1]

## Népesség
A település népességének változása:
| Lakosok száma | 565  | 558  | 559  | 561  | 520  | 499  | 484  |
|               | 2013 | 2014 | 2015 | 2021 | 2022 | 2023 | 2024 |

A 2011-es népszámlálás során a lakosok 92,4%-a magyarnak, 0,9% cigánynak, 0,2% lengyelnek, 0,2% románnak mondta magát (7,9% nem nyilatkozott; a kettős identitások miatt a végösszeg nagyobb lehet 100%-nál). A vallási megoszlás a következő volt: római katolikus 64,7%, református 2,2%, evangélikus 13,6%, felekezeten kívüli 2,8% (15,6% nem nyilatkozott).
2022-ben a lakosság 91%-a vallotta magát magyarnak, 1% németnek, 0,4% lengyelnek, 0,2-0,2% románnak, örménynek, szlovénnek, cigánynak és szlováknak, 2,1% egyéb, nem hazai nemzetiségűnek (8,7% nem nyilatkozott; a kettős identitások miatt a végösszeg nagyobb lehet 100%-nál). Vallásuk szerint 46,3% volt római katolikus, 8,3% evangélikus, 2,3% református, 0,2% egyéb keresztény, 1,2% egyéb katolikus, 4% felekezeten kívüli (37,7% nem válaszolt).

## Híres emberek
- Itt született 1770-ben Németh László, az első tudományos igényű, magyar nyelvű statisztikai mű szerzője.